# 레터링

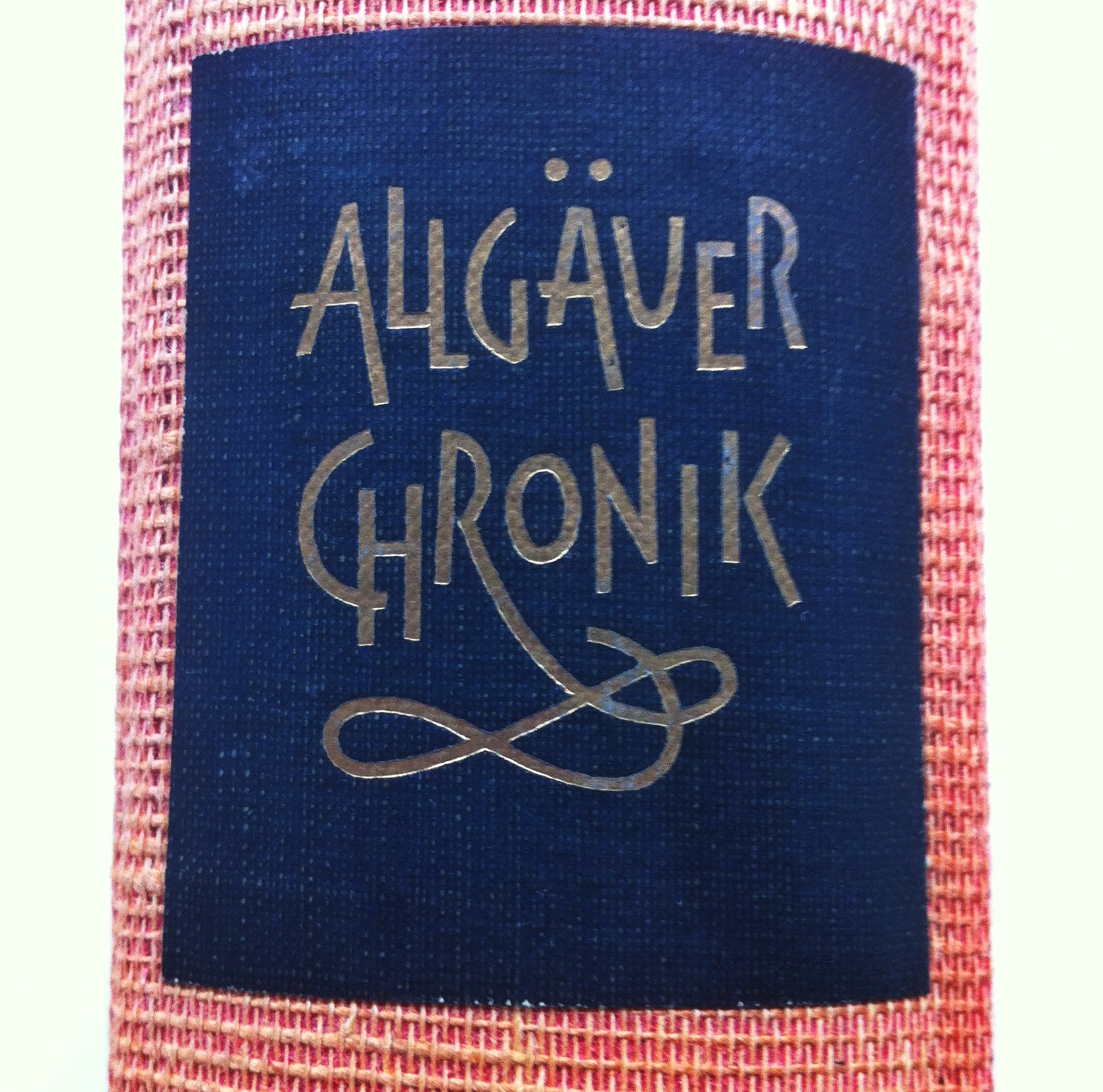
1960년대 책의 커스텀 레터링

레터링(lettering)은 그래픽디자인의 주요한 구성요소인 문자를 의미전달이라는 기능과 아름다움을 고려하여 쓰는 것, 또한 그렇게 쓰여진 문자를 말한다. 그러나 일반적으로는 문자의 조형적인 측면에 중점이 놓여져 기업(企業)의 의도를 강력하게 호소하는 듯이 문자를 쓰는 것을 말한다. 따라서 인쇄술의 여러 조건 속에서 읽혀지기 쉽게 하는 것을 주목표로 하여 활자의 서체를 합리적으로 결정하여 가는 타이프 페이스의 다지인과 구별된다. 그리고 건축물이나 네온탑(塔) 등에 붙여지는 문자도 단순한 표지로서가 아니라 조형적인 것으로서 주목되고 있는데 이 경우에는 인쇄의 경우가 2차원적인 데에 대하여 3차원적인 입체문자로 된다.